# 第46回全米映画批評家協会賞
46th NSFC Awards

作品賞: 

 メランコリア 
第46回全米映画批評家協会賞は、2011年の映画を対象としており、2012年1月7日に発表された。

## 受賞
カッコ内の数字は獲得票数である。

### 作品賞
1. 『メランコリア』（29）
2. 『ツリー・オブ・ライフ』（28）
3. 『別離』（20）

### 監督賞
1. テレンス・マリック - 『ツリー・オブ・ライフ』（31）
2. マーティン・スコセッシ - 『ヒューゴの不思議な発明』（29）
3. ラース・フォン・トリアー - 『メランコリア』（23）

### 主演男優賞
1. ブラッド・ピット - 『マネーボール』、『ツリー・オブ・ライフ』（35）
2. ゲイリー・オールドマン - 『裏切りのサーカス』（22）
3. ジャン・デュジャルダン - 『アーティスト』（19）

### 主演女優賞
1. キルスティン・ダンスト - 『メランコリア』（39）
2. ユン・ジョンヒ - 『ポエトリー アグネスの詩』（25）
3. メリル・ストリープ - 『マーガレット・サッチャー 鉄の女の涙』（20）

### 助演男優賞
1. アルバート・ブルックス - 『ドライヴ』（38）
2. クリストファー・プラマー - 『人生はビギナーズ』（24）
3. パットン・オズワルト - 『ヤング≒アダルト』（19）

### 助演女優賞
1. ジェシカ・チャステイン - 『ヘルプ 〜心がつなぐストーリー〜』、『テイク・シェルター』、『ツリー・オブ・ライフ』（30）
2. ジーニー・バーリン - 『マーガレット』（19）
3. シェイリーン・ウッドリー - 『ファミリー・ツリー』（17）

### 脚本賞
1. アスガル・ファルハーディー - 『別離』（39）
2. スティーヴン・ザイリアン、アーロン・ソーキン - 『マネーボール』（22）
3. ウディ・アレン - 『ミッドナイト・イン・パリ』（16）

### 撮影賞
1. エマニュエル・ルベツキ - 『ツリー・オブ・ライフ』（76）
2. マヌエル・アルベルト・クラロ - 『メランコリア』（41）
3. ロバート・リチャードソン - 『ヒューゴの不思議な発明』（33）

### 外国語映画賞
1. 『別離』（67）
2. Mysteries of Lisbon （28）
3. 『ル・アーヴルの靴みがき』 （22）

### ノンフィクション映画賞
1. 『世界最古の洞窟壁画 3D 忘れられた夢の記憶』（35）
2. The Interrupters （26）
3. Into the Abyss （18）

### 実験的映画賞
- Seeking the Monkey King

### 映画遺産賞
1. BAMシネマテーク -  16mmと35mm作品全てを納めた「コンプリート・ヴィンセント・ミネリ・レトロスペクティヴ」
2. ロブスター・フィルム、グルーパマ・ガン映画・テクニカラー財団 - ジョルジュ・メリエスの『月世界旅行』カラー版の修復
3. ニューヨーク近代美術館 - ワイマール映画レトロスペクティヴ
4. フリッカー・アレイ - 初期ソビエト映画のランドマーク
5. クリテリオン・コレクション - 「コンプリート・ジャン・ヴィゴ」の2ディスクDVDパッケージ